# Bazoches-lès-Bray
Bazoches-lès-Bray – miejscowość i gmina we Francji, w regionie Île-de-France, w departamencie Sekwana i Marna. Przez miejscowość przepływa Sekwana. 
Według danych w 1990 r. gminę zamieszkiwały 672 osoby, a gęstość zaludnienia wynosiła 30 osób/km² (wśród 1287 gmin regionu Île-de-France Bazoches-lès-Bray plasuje się na 730. miejscu pod względem liczby ludności, natomiast pod względem powierzchni na miejscu 54.).